# エルフさんは痩せられない。
『エルフさんは痩せられない。』（エルフさんはやせられない）は、シネクドキによる日本の漫画作品。 2016年12月21日から2020年6月17日までウェブコミック配信サイト『コミックガム』（ワニブックス）にて連載されたのちウェブサイト「NewsCrunch」（同社）に移籍し2021年2月24日更新の45話まで更新された。その後、2021年4月3日と5月29日に第46話・第47話をTwitterで公開したのち、電子雑誌『どこでもヤングチャンピオン』（秋田書店）に移籍して、2021年11月号（10月26日発売）から2023年3月号（2月28日発売）まで連載された。また、同誌にて『新・エルフさんは痩せられない。』が2023年4月号（3月28日発売）より連載されている。略称は『エル痩せ』。
2024年7月から9月までテレビアニメが放送された。

## あらすじ
整体リラクゼーション「スマイリーボア」で働く直江友厚は、ぽっちゃり異世界人の専門担当である。異世界から現代日本に入ってきた女たちは、同じ重量でなければ異世界に帰ることはできない。しかし、現代日本には美食があり、彼女たちは食べすぎたことで増量したため帰ることができなくなってしまう。その結果からダークエルフがコンビニでバイトをしたり、商店街や花屋で働くなどの姿が見られる。そして友厚が最初に担当したのはエルフだった。

## 登場人物
絵留札（えるふだ）
声 - 伊藤彩沙
異世界出身のエルフで、弓の名人。現代日本でフライドポテトを食べすぎて太ってしまったことから、体重を減らすために助けを求める。
直江 友厚（なおえ ともあつ）
声 - 石井孝英
整体リラクゼーション「スマイリーボア」で整体師を勤める青年。
黒枝（くろえだ）
声 - 長谷川玲奈
ダークエルフの魔術師。現代日本ではコンビニでバイトをしている。下半身太りに悩まされており、魔力増強用の衣装や装飾品を装備出来なくなって魔力不足にも陥っている。
男鹿（おが）
声 - 福原綾香
オーガ。身長2mを軽く超える屈強な肉体と怪力が自慢。お酒が好物で、現代日本では飲み過ぎてビール腹になってしまった。また、小さくて可愛いものが大好きで、よく児穂の面倒を見ている。
猪野 明穂（いの あきほ）
声 - 内田彩
「スマイリーボア」の院長で、友厚の雇い主。年齢は40代であるがそうは思えないほど若々しい外見と肢体の持ち主だが、酒癖が悪く、眼鏡無しでは何一つまともに見えなくなるほどの近眼。
米路（めろ）
声 - 徳井青空
「メロウ」と呼ばれる人魚の一種。関西弁で喋る。現代日本では魚屋「雅夢水産」で働いている。現代日本では泳ぐ機会が激減したことで、二の腕が完全に弛んでしまっている。
草花田（くさはなだ）
声 - 久保田未夢
アルラウネ。現代日本では花屋「アルラウ園」で働いている。日光や水の過剰摂取で度々大きく重くなる頭部の花に悩まされており、足腰の痛みも慢性化しつつある。
頼加（らいか）
声 - 朝日奈丸佳
ライカンスロープ。本来の姿は獣人だが犬や人間に変身することもでき、普段は犬の姿で野良犬として振る舞っている。近隣住民に可愛がられて餌を貰い過ぎ、太ってしまった。
奥（おく）
声 - 内田彩
オーク。元々太った状態が標準の種族だが、水泳でオークとは思えないほど痩せていた。しかし、プールに行けなくなって本来の体格に戻ってしまい、再び痩せようとしている。
児穂（こぼ）
声 - 小岩井ことり
コボルト。外見や喋り方は幼女にしか見えないが、コボルトとしてはれっきとした成人。公園のガキ大将として振る舞っており、人間の子供から巻き上げたお菓子を食べ過ぎて太ってしまった。
佐手呂（さてろ）
声 - 井口裕香
サテュロス。人間の欲望と糧とする種族で、「食欲」を好む佐手呂の場合は趣味でもある料理で獲物を誘う。しかし、現代日本の「食欲」の想定外の純度の高さにより太ってしまった。
骨田（ほねだ）
声 - 前田佳織里
スケルトン。人間だったころは魔術師で、一時的に生前の姿を再現した魔力の疑似肉体を形成できる。事故で長い間動けず、本人のイメージに引きずられた結果、疑似肉体が太った状態で形成されるようになってしまった。
含蛇（ごんだ）
声 - 島田愛野
ドラゴン。無口で会話はテレパシーで行う。大好物の肉を食べ過ぎて太ってしまい、本能が強いので自力でのダイエットは尽く失敗している。
一目（ひとめ）
声 - 佐々木未来
キュクロープス。男鹿以上の体格を誇る一つ目の巨女で、パワーは互角。痩せるためにボクシングをしていたが、その巨体のためにスパー相手に恵まれていない。
大江田（おおえだ）
声 - 石上静香
絵留札の叔母。一族でも屈指の戦士として知られ、全身に古傷が走っている。絵留札を連れ戻すために現代日本にやって来たが、ソフトクリームにハマった結果、自分も太ってしまい帰れなくなった。
愛叉（めでさ）
ゴーゴン。石化の魔眼を抑制する眼鏡をかけている。現代日本ではラーメンの味に心底惚れ、ラーメンを侮辱する者は許さない。三食全てラーメンという偏食生活を続けて太ってしまった。
捨野（すての）、重嬉（えうれ）
愛叉の姉たち。長姉の捨野は妹たちが可愛くて仕方がないシスコンで、次姉の重嬉は寡黙で捨野に忠実。元々二人とも太っていたが、愛叉を探し回る内に痩せた上に太りにくい体質に変わり、帰れなくなった。
クラーケン
声 - 竹内順子
クラーケン。現代日本に土着した珍しい存在。縄張りで騒ぐ主人公らを疎み襲い掛かるも、一度撃退された。本来は人間形態を持たないモンスターが人間形態に変身できるようになる「人化」は非常に珍しい現象で、クラーケンに至っては過去に人化したケースは一度も確認されていなかったが、何故か変身出来るようになった。
猫乃（ねこの）
『新』から登場。マンティコラの幼体。本来は獰猛で危険な肉食獣だが、人化が可能なことから人馴れしている。大江田に追われて現代日本に逃げ込み、現代日本の食に触れて太り帰れなくなった。
尾根井（おねい）、浦部（ぽべ）
『新』から登場。オネイロスとポベートール。夢を食べる種族。寝ている人に干渉して夢を操り、夢の中で生み出されたエネルギーを変換して現実世界に持ち帰ることができる。

## 書誌情報
- シネクドキ 『エルフさんは痩せられない。』 ワニブックス〈ガムコミックスプラス〉、全7巻
  1. 2017年6月26日発売[14]、ISBN 978-4-8470-6801-0　
  2. 2018年1月25日発売[15]、ISBN 978-4-8470-6811-9
  3. 2018年7月25日発売[16]、ISBN 978-4-8470-6823-2
  4. 2019年2月25日発売[17]、ISBN 978-4-8470-6836-2
  5. 2019年8月24日発売[18]、ISBN 978-4-8470-6848-5
  6. 2020年3月25日発売[19]、ISBN 978-4-8470-6853-9
  7. 2020年10月24日発売[20]、ISBN 978-4-8470-6857-7
- シネクドキ 『エルフさんは痩せられない。』 秋田書店〈ヤングチャンピオンコミックス〉、全8巻
  1. 2022年6月20日発売[21]、ISBN 978-4-253-30612-6
  2. 2022年7月20日発売[22]、ISBN 978-4-253-30613-3
  3. 2022年8月19日発売[23]、ISBN 978-4-253-30614-0
  4. 2022年9月20日発売[24]、ISBN 978-4-253-30615-7
  5. 2022年10月20日発売[25]、ISBN 978-4-253-30616-4
  6. 2023年1月20日発売[26]、ISBN 978-4-253-30617-1
  7. 2023年2月20日発売[27]、ISBN 978-4-253-30618-8
  8. 2021年11月18日発売[28]、ISBN 978-4-253-30611-9
- シネクドキ 『新・エルフさんは痩せられない。』 秋田書店〈ヤングチャンピオンコミックス〉、既刊5巻（2025年8月20日現在）
  1. 2022年6月20日発売[29]、ISBN 978-4-253-30716-1
  2. 2023年2月20日発売[30]、ISBN 978-4-253-30717-8
  3. 2024年1月18日発売[31]、ISBN 978-4-253-30718-5
  4. 2024年8月20日発売[32]、ISBN 978-4-253-30719-2
  5. 2025年8月20日発売[33]、ISBN 978-4-253-30720-8

## テレビアニメ
2024年7月から9月までTOKYO MXほかにて放送された。地上波で放送の「TV放送 ver.」、AT-Xや一部配信サイトでの「ぽてぽてver.」、AnimeFesta限定の完全版となる「めちゃぽてぽてver.」の3形態で展開される。AT-Xではミニアニメと称するほぼ同尺のエクササイズアニメが付く為、他のテレビ放送版とは異なり30分枠になっている。

### スタッフ
- 原作 - シネクドキ[36]
- 監督 - 所俊克[36]
- シリーズ構成 - 高林ユーキ[36]
- キャラクターデザイン - 佐藤勝行[36]
- 色彩設計 - 有尾由紀子[36]
- 美術監督 - 高橋忍[36]
- 美術ボード - 和田いづみ
- 撮影監督 - みやがわよしかず[36]
- 編集 - 柳圭介[36]
- 3DCGディレクター - 李暎宰（第6話）
- 音響監督 - 山口貴之[36]
- 音響効果 - 林佑樹
- 音響制作 - 神南スタジオ
- 音楽 - 渡部チェル[36]
- 音楽制作 - キングレコード
- 音楽プロデューサー - 佐藤純之介
- プロデューサー - 藤井貴大、石坂竜二、後藤恵士、小澤文啓、山田卓郎
- アニメーションプロデューサー - 石井仁
- アニメーション制作 - Elias[36]
- 製作 - エルフさん製作委員会

### 主題歌
「フライド☆プライド」
REAL AKIBA BOYZ loves 田口華有&AiRyA from REAL AKIBA BANDによるオープニング主題歌。作詞・作曲・編曲はエフエムTOWNS（DÉ DÉ MOUSE & 原口沙輔）。
「みんなDEダイエット」
キャラクターによるユニット「でも食べ隊」によるエンディングテーマ。歌唱メンバーは絵留札（伊藤彩沙）、黒枝（長谷川玲奈）、男鹿（福原綾香）、草花田（久保田未夢）、米路（徳井青空）、頼加（朝日奈丸佳）、奥（内田彩）、児穂（小岩井ことり）、佐手呂（井口裕香）、骨田（前田佳織里）、含蛇（島田愛野）、一目（佐々木未来）。作詞は小岩井ことり、作曲・編曲は森拓人。

### 各話リスト
| 話数 | サブタイトル             | 脚本       | 絵コンテ   | 演出       | 作画監督                                         | 総作画監督 | 初放送日         |
| ---- | ------------------------ | ---------- | ---------- | ---------- | ------------------------------------------------ | ---------- | ---------------- |
| #1   | 森の妖精                 | -          | -          | -          | -                                                | -          | 2024年 7月7日    |
| #2   | 闇の妖精と麗しの花       | 高林ユーキ | 所俊克     | 所俊克     | KWON YUNG SANG CHOI KYUNG SEOK 西本真吾          | 佐藤勝行   | 7月14日          |
| #3   | 熱波の鬼と緑の鱗         | 高林ユーキ | 所俊克     | 所俊克     | LEE MIN JUNG 西本真吾                            | 佐藤勝行   | 7月21日          |
| #4   | 男爵の犬と浮揚の豚       | 高林ユーキ | 小野田雄亮 | 小野田雄亮 | 山本真嗣                                         | 佐藤勝行   | 7月28日          |
| #5   | 公園の女帝と夜の魔食     | 高林ユーキ | 矢島竜     | 矢島竜     | Qki 西本真吾                                     | 佐藤勝行   | 8月4日           |
| #6   | 追憶の骨と六花の竜       | -          | -          | -          | -                                                | -          | 8月11日          |
| #7   | 恥辱の芋とタイタンの巨拳 | 高林ユーキ | 所俊克     | 粟井重紀   | Kim Seongbeom Yun Seunghyeon 西本真吾            | 佐藤勝行   | 8月18日          |
| #8   | 異世界人と熱盛りのポーズ | 高林ユーキ | 小野田雄亮 | 小野田雄亮 | 山本真嗣                                         | 佐藤勝行   | 8月25日          |
| #9   | ショタの妙薬             | 高林ユーキ | 所俊克     | 所俊克     | LEE MINJUNG 西本真吾                             | 西本真吾   | 9月1日           |
| #10  | 情愛の犬と深煎りの草     | 高林ユーキ | 栗山美秀   | 矢島竜     | SUN QIANG WANG XIAO MING 西本真吾                | 西本真吾   | 9月8日           |
| #11  | 痩せぬ夢                 | 高林ユーキ | 所俊克     | 小野田雄亮 | KWON YUNG SANG CHOI KYUNG SEOK 西本真吾          | 西本真吾   | 9月15日          |
| #12  | 筋骨の兵と夢の跡         | 高林ユーキ | 所俊克     | 所俊克     | KWON YUNG SANG CHOI KYUNG SEOK 西本真吾          | 西本真吾   | 9月22日          |
| #13  | ハミ肉の島               | 高林ユーキ | 所俊克     | 所俊克     | KWON YUNG SANG CHOI KYUNG SEOK 西本真吾          | 西本真吾   | 10月6日(配信日)  |
| #14  | カロリーラヴァーズ       | 高林ユーキ | 所俊克     | 所俊克     | KWON YUNG SANG CHOI KYUNG SEOK 西本真吾 山本真嗣 | 西本真吾   | 10月20日(配信日) |

### 放送局
| 放送期間               | 放送時間                     | 放送局   | 対象地域 | 備考                                                        |
| ---------------------- | ---------------------------- | -------- | -------- | ----------------------------------------------------------- |
| 2024年7月7日 - 9月22日 | 日曜 1:30 - 1:45（土曜深夜） | TOKYO MX | 東京都   |                                                             |
|                        |                              | BS11     | 日本全域 | BS放送 / 『ANIME+』枠                                       |
| 2024年7月8日 - 9月23日 | 月曜 23:30 - 火曜 0:00       | AT-X     | 日本全域 | CS放送 / リピート放送あり / ぽてぽてver. / 短編アニメも放送 |

| 配信開始日    | 配信時間                   | 配信サイト                                                                | 備考                                                 |
| ------------- | -------------------------- | ------------------------------------------------------------------------- | ---------------------------------------------------- |
| 2024年7月7日  | 日曜 0:00（土曜深夜） 更新 | dアニメストア DMM TV                                                      | 5日遅れでぽてぽてver.を配信 短編アニメも配信         |
| 2024年7月11日 | 木曜 0:00（水曜深夜） 更新 | U-NEXT アニメ放題                                                         | 5日遅れでぽてぽてver.を配信 短編アニメも配信         |
| 2024年7月13日 | 土曜 0:00（金曜深夜） 更新 | Amazon Prime Video Hulu J:COM STREAM Lemino アニメタイムズ milplus TELASA | 5日遅れでぽてぽてver.を配信 短編アニメも配信         |
|               |                            | ABEMA FOD                                                                 | 5日遅れでぽてぽてver.を配信                          |
|               |                            | バンダイチャンネル スマートパスプレミアム                                 | 短編アニメも配信                                     |
|               |                            | AnimeFesta                                                                | ぽてぽてver.を配信 7日遅れでめちゃぽてぽてver.を配信 |
| 2024年7月18日 | 木曜より順次更新           | ふらっと動画                                                              |                                                      |
|               | 木曜12:00 更新             | HAPPY!動画                                                                | ぽてぽてver.を配信 短編アニメのみ7月13日より配信     |

### 短編アニメ
『直江くんは痩せさせたい。』のタイトルで、本編と同様の配信サイトで配信される。

### Webラジオ
絵留札役の伊藤彩沙がパーソナリティを務めるWebラジオ『エルフさんはラジオでも痩せられない。』が2024年7月5日から同年9月27日までYouTubeのKAC公式チャンネルと音泉にて隔週金曜に配信。

### BD
| 巻  | 発売日         | 収録話                       | 規格品番     |
| --- | -------------- | ---------------------------- | ------------ |
| BOX | 2024年12月25日 | 第1話 - 第12話 + TV未放送2話 | KIXA-90981/2 |

### CD
| 発売日        | タイトル           | 規格品番  |
| ------------- | ------------------ | --------- |
| 2024年8月21日 | みんなDEダイエット | KICM-3381 |